# Alexandre Zviguilsky
Alexandre Zviguilsky, né le 19 décembre 1932 à Paris, est un auteur français d'origine russe, traducteur, docteur en littérature et spécialiste de l’œuvre et de la vie d'Ivan Tourgueniev.

## Biographie
Alexandre Zviguilsky est né le 19 décembre 1932 dans le XVIe arrondissement de Paris. Il est l’enfant unique d’une famille d’émigrés russes, Yakov et Fanny Zviguilsky.
En 1957, il soutient son mémoire à La Sorbonne, intitulé Tourgueniev et l'Espagne,. Il s'attache en particulier à souligner l'importance de la relation avec Louis et Pauline Viardot dans l’œuvre de l'auteur. Après sa thèse Russie et Espagne. Études sur leurs relations politiques et littéraires - 1801-1861, soutenue en 1975, Alexandre Zviguilsky devient docteur d’État en études hispaniques .
Il fonde en 1977 l’Association des Amis d’Ivan Tourguéniev, Pauline Viardot et Maria Malibran (ATVM). L'association se donne pour mission de faire connaître ces trois personnalités et leurs œuvres, ainsi que de sauver la propriété “Les Frênes”, à Bougival, où ils ont vécu. Une initiative soutenue notamment par les descendants de la famille Viardot. Alors que la ville de Bougival prévoyait de bâtir des terrains de sport en haut du domaine, Alexandre Zviguilsky s'obstine et  obtient du directeur de la DRAC Île-de-France le patronage du Ministre de la Culture pour sauver le site en y établissant un projet muséal et culturel. En 1980, les bâtiments sont inscrits à l'Inventaire supplémentaire des monuments historiques et donc protégés de la démolition.
Le 3 septembre 1983, pour le centenaire de la mort de l'écrivain et sous l'impulsion d'Alexandre Zviguilsky, la datcha devient le Musée européen Ivan Tourgueniev, et la villa Viardot, un centre des cultures et littératures du XIXe siècle. Le ministre des Affaires étrangères Claude Cheysson et l’ambassadeur de l'URSS sont présents à l’inauguration.
Le chalet-datcha de Tourgueniev est restauré grâce à l'ATVM et aux efforts d’Alexandre Zviguilsky. Après plusieurs décennies d’efforts, il y aura rassemblé 245 pièces d’exception (expertise de Maître Thierrry Bodin, du Syndicat des Experts professionnels en œuvres d'art, réalisée le 25 novembre 2015): des manuscrits rares, des meubles, des gravures, des sculptures et des tableaux ayant appartenu à l'écrivain ou encore le célèbre piano-forte carré de Tourguéniev, autrefois touché par Brahms à Baden-Baden, instrument classé,. Parmi les manuscrits, on recense des lettres autographes envoyées par Tourguéniev et adressées à lui, de la part de Victor Hugo, Flaubert, Maupassant ou Mérimée, ainsi que d’autres, adressées à Pauline Viardot de la part de Berlioz, Gounod, Saint-Saëns ou encore Fauré.
Alexandre Zviguilsky tente même de retrouver l'opéra Le dernier sorcier, qu'Ivan Tourguéniev et Pauline Viardot avaient composé au cours de leur idylle. Mais la partition s'avère extrêmement difficile à obtenir, enterrée dans une banque à l'étranger, mise au secret par certains ayants droit de l'écrivain. Après avoir mis au point une ingénieuse technique de duplication, le président de l'ATVM parvient finalement à faire sortir la partition de la banque, à recomposer l'opéra et à le faire jouer pour la première fois, en 1993, au théâtre académique Ivan Tourguéniev d'Orel, la ville natale de l'écrivain.

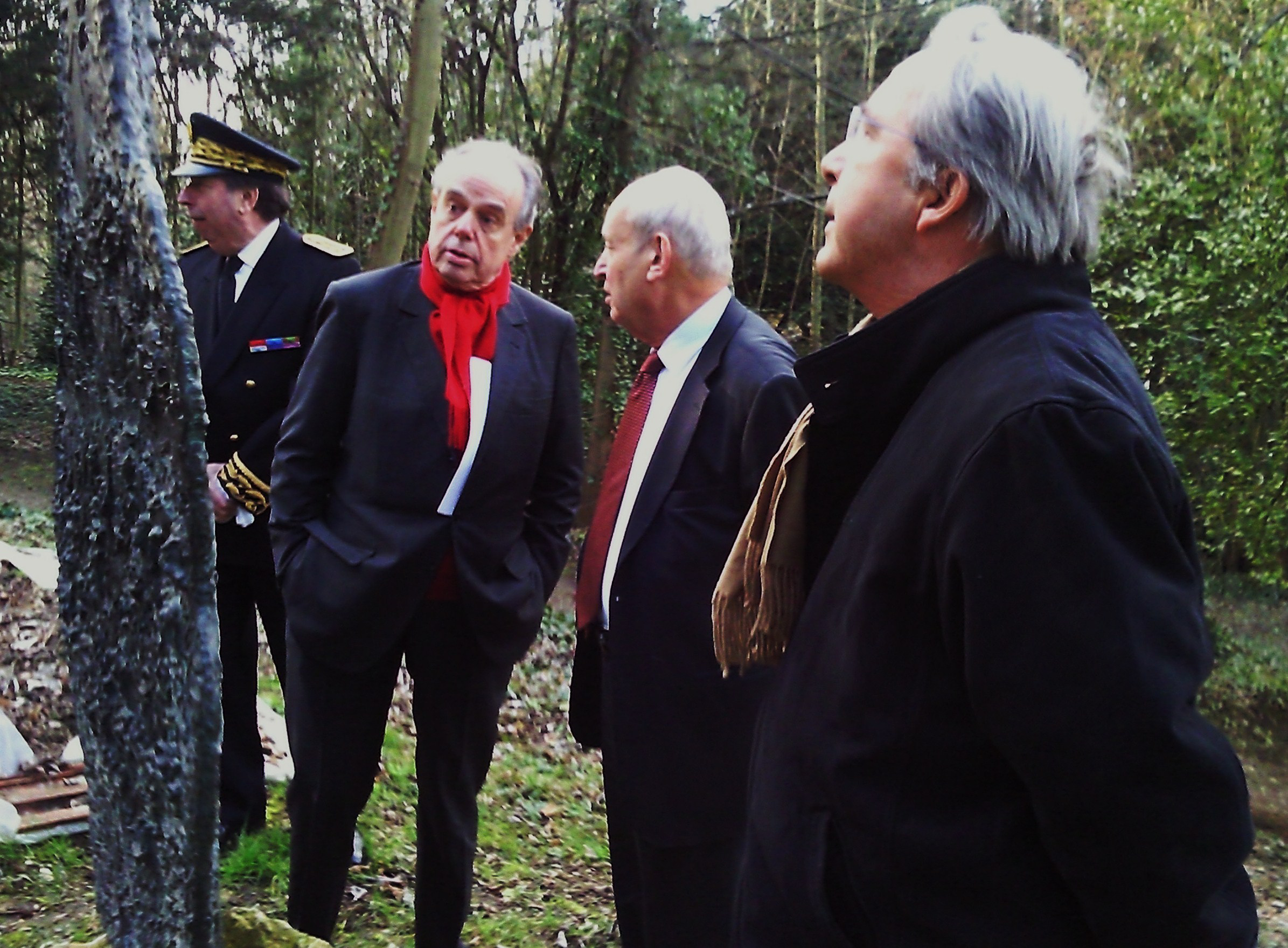
Alexandre Zviguilsky et le ministre de la Culture Frédéric Mitterrand au domaine des Frênes, en 2012.

En plus de collecter ces pièces uniques, Alexandre Zviguilsky supervise la reconstitution par l'école Boulle de la chambre où s'est éteint Tourgueniev en 1883, à partir d’une gravure de l’époque. 2000 à 3300 personnes visitent chaque année le musée.

Entre 1977 et 2003, Alexandre Zviguilsky organise dans le domaine des "Frênes" une centaine de manifestations culturelles : conférences, lectures, colloques ou encore expositions. Mais le bail accordé à l'ATVM par la mairie de la Celle-Saint-Cloud, propriétaire des bâtiments, doit expirer en 2003. Le président de la fédération de Russie Boris Eltsine, lors de sa venue en France en octobre 1998, s'en inquiète auprès de son homologue français Jacques Chirac, qui promet de se charger personnellement de l'affaire. Mais rien n'y fait. La mairie de la Celle-Saint-Cloud n'entend pas renouveler le bail et perturbe la tenue d'un colloque proposé par l'ATVM à la villa Viardot sur le thème Victor Hugo, Ivan Tourgueniev et les droits de l'homme. Depuis que le bail n'a pas été renouvelé, le domaine est constamment menacé par divers projets de valorisations immobilières. En 2009 notamment, La Celle-Saint-Cloud envisage de confier la gestion du domaine à une fondation dont la maison-mère est Cofitem-Cofimur, un groupe immobilier propriétaire de l’hôtel Holiday Inn jouxtant le domaine des "Frênes". Alexandre Zviguilsky s'en aperçoit et sonne l'alarme:
Nous sommes très inquiets. La promesse de bail ne mentionne ni notre association ni notre musée. Nous craignons que, sous couvert de mécénat culturel, le domaine Tourguéniev devienne l’annexe du Holiday Inn pour l’organisation de séminaires et de réceptions.
Malgré ces menaces, Alexandre Zviguilsky poursuit le développement du Musée qui, chaque année, figure au programme des Journées européennes du patrimoine. En 2009, il l'enrichit d'une nouvelle pièce : la salle des Droits de l'Homme, qui présente un aspect plus méconnu de l'écrivain: l'humaniste, celui qui a fait libérer 50 millions de serfs ou encore qui a été le précurseur de la loi française sur les associations en 1901. Selon Alexandre Zviguilsky, "toute sa vie, Tourgueniev a été sensible à la misère des paysans qui l'entouraient. Il voulait transformer la Russie de fond en comble".

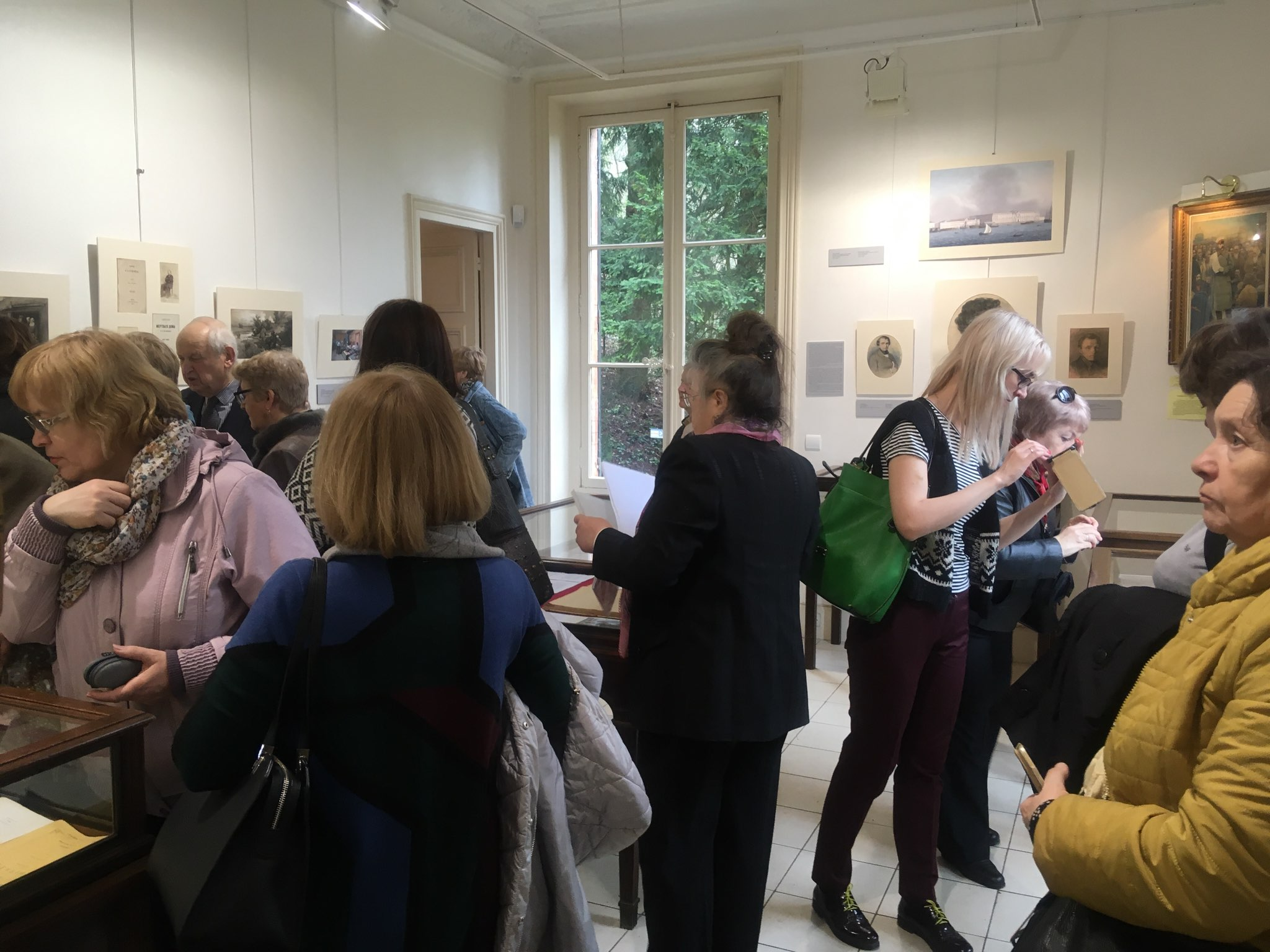
Alexandre Zviguilsky, conservateur du Musée Tourguéniev à titre bénévole, ici en 2017.

## Activités littéraires
Alexandre Zviguilsky est docteur es lettres (études hispaniques), maître de conférence à l'Université de la Sorbonne - Paris IV et chercheur au CNRS de 1962 à 1995. Il est considéré comme l'un des principaux spécialistes de la vie et de l’œuvre de l'écrivain Ivan Tourgueniev. Il est également spécialiste de Pauline Viardot, à laquelle il a consacré un ouvrage en 2018: Pauline Viardot, cent ans après.
Il est l'auteur de plus de 200 articles dans des revues spécialisées, notamment la Revue de littérature comparée, le Bulletin Hispanique ou encore la Revue des études slaves.
Il est le fondateur et le directeur de publication des Cahiers Ivan Tourguéniev, Pauline Viardot, Maria Malibran, une revue consacrée à la littérature et à la musique du XIXe siècle, et qui compte 33 numéros depuis 1977,. Selon le Literatournaïa gazeta, le plus ancien titre de presse écrite de Russie, les notes scientifiques de ces revues, "uniques dans leur contenu", "fournissent à la recherche littéraire des matériaux rares".
De 1982 à 2018, il est membre du Collège de rédaction des Œuvres complètes et de la correspondance de Tourguéniev à l'Académie des Sciences de Russie.

## Œuvres
Les références des ouvrages et articles d’Alexandre Zviguilsky sont partiellement consignées sur le site de la BNF ainsi que sur le Sudoc.

### Ouvrages et revues
- Tourguéniev et l'Espagne, Université de Paris, sous la direction de Charles Vincent Aubrun, 1957, 146 p. (mémoire. auteur)
- Lettres sur l'Espagne de Vassili Botkine, Centre de recherches hispaniques, Institut d'études hispaniques, Paris, 1969, 341 p. réed : Académie des sciences de l’URSS, Léningrad, 1969, 341 p. (thèse complémentaire pour le doctorat : traducteur, préfacier et éditeur scientifique) lire en ligne
- Lettres inédites à sa fille Olga, de Alexandre Herzen, Les cinq continents, Paris, 1970, 89 p. (préfacier et éditeur scientifique) lire en ligne
- Nouvelle correspondance inédite. Textes recueillis, annotés et précédés d'une introduction par Alexandre Zviguilsky, Ivan Tourgueniev et Pauline Viardot, Les inédits russes, Les cinq continents, Paris, volume 1 : 1971, 401 p. ; volume 2 : 1972, 167 p. lire en ligne
- Lettres inédites de Tourguenev à Pauline Viardot et à sa famille, publiées et annotées par Henri Granjard et Alexandre Zviguilsky avec la collaboration de Duša Perovic ; introduction de Henri Granjard, Éditions l’Age d’homme, Lausanne, 1972, 349 p. lire en ligne
- Russie et Espagne : études sur leurs relations politiques, culturelles et littéraires : 1801-1861, Université de Nice, sous la direction de Charles Vincent Aubrun, 1975, 2 vol, 423 p. & 417 p. (thèse principale de doctorat. auteur)
- Hommage à George Sand , avec Georges Lubin et Louis Miard, Association Ivan Tourgueniev, Pauline Viardot, Maria Malibran, Paris, octobre 1979, 191 p. (directeur de publication)
- Autour de "L'Exécution de Troppmann" d'Ivan Tourguéniev, actes du colloque sur la peine de mort dans la pensée philosophique et littéraire, Association des amis d’Ivan Tourgueniev, Pauline Viardot, Maria Malibran, Paris, 1980, 113 p. (directeur de publication)
- Tourgueniev et la France : Actes du Congrès International de Bougival organisé par Jean Bruneau et Alexandre Zviguilsky, Association des amis d’Ivan Tourgueniev, Pauline Viardot, Maria Malibran, Paris, 1981, 152 p. (directeur de publication)
- Tourgueniev et l'Europe : actes du congrès du Centenaire, 1883-1983, organisé par Alexandre Zviguilsky, Association des amis d’Ivan Tourgueniev, Pauline Viardot, Maria Malibran, Paris, 1983, 208 p. (directeur de publication)
- Pauline Viardot, tragédienne lyrique - 2e édition revue et corrigée, Association des amis d’Ivan Tourgueniev, Pauline Viardot, Maria Malibran, Paris, 1987, 176 p. (directeur de publication)
- Correspondance / Gustave Flaubert, Ivan Tourguéniev. Texte édité, préfacé et annoté par Alexandre Zviguilsky, Flammarion, Paris, 1989, 358 p. lire en ligne
- L'Exécution de Troppmann et autres récits, Ivan Tourguéniev, préface d'Alexandre Zviguilsky, Stock, Paris, 1990, 161 p.
- Tourguéniev et Saltykov-Chtchédrine : Actes de la table ronde du Centenaire de la mort de Mikhaïl Saltykov-Chtchédrine 1889-1989, Association des amis d’Ivan Tourgueniev, Pauline Viardot, Maria Malibran, Paris, 1990, 132 p. (directeur de publication)
- Senilia, poèmes en prose, Ivan Tourguéniev, trad. du russe de Charles Salomon, revue et présentée par Alexandre Zviguilsky, La Différence, Paris, 1990, 191 p.
- Souvenirs : Ernest Renan, Verechtchaguine, Athanase Fet, Maurice et Lina Sand, Jules Massenet : catalogue de l'Exposition Rossini, Association des amis d’Ivan Tourgueniev, Pauline Viardot, Maria Malibran, Paris, 1992, 188 p. (directeur de publication)
- Trois admirateurs de Tourguéniev : Taine, Maupassant, Henry James, Association des amis d’Ivan Tourgueniev, Pauline Viardot, Maria Malibran, Paris, 1994, 272 p. (directeur de publication)
- Tourguéniev et l'art : hommage à Anatole France et Friedrich Nietzsche, Association des amis d’Ivan Tourgueniev, Pauline Viardot, Maria Malibran, Paris, 1995, 180 p. (directeur de publication)
- Les Frères Goncourt et Tourgueniev : catalogue ; musée Ivan Tourgueniev, Bougival, exposition du 6 octobre au 15 décembre 1996, Musée Ivan Tourgueniev, Bougival, 1996, 191 p. (directeur de publication)
- Deux maîtres de Tourguéniev : Goethe et Pouchkine, poètes de l'amour : actes du colloque international [organisé par l'Association des amis d' Ivan Tourguéniev], Musée Ivan Tourguéniev, Bougival, 29-31 mars 1999 / sous la direction d'Alexandre Zviguilsky, Association des amis d’Ivan Tourgueniev, Pauline Viardot, Maria Malibran, Paris, 1999, 188 p.
- Victor Hugo, Ivan Tourguéniev et les droits de l'Homme : actes du [XIIe] colloque international, Paris, Bougival, 18-20 octobre 2002, sous la direction d'Alexandre Zviguilsky ; [organisé par l'Association des amis d'Ivan Tourguéniev, Pauline Viardot et Maria Malibran], Association des amis d’Ivan Tourgueniev, Pauline Viardot, Maria Malibran, Paris, 2002, 267 p.
- Prosper Mérimée et Ivan Tourguéniev : deux ambassadeurs de l'Europe culturelle : actes du / [XIIIe] colloque international, Sorbonne-Palais du Luxembourg, 26 et 27 septembre 2003, sous la direction de Thierry Ozwald et Alexandre Zviguilsky [organisé par l'Association des amis d'Ivan Tourguéniev, Pauline Viardot et Maria Malibran], Association des amis d’Ivan Tourgueniev, Pauline Viardot, Maria Malibran, Paris, 2005, 324 p.
- Иван Тургенев и Франция : сборник статейперевод с французского / Александр Звигильский. - Издание второе [Ivan Tourgueniev et la France : une collection d'articles traduits du français], Русский путь, Moscou, 2010, 334 p. (éditeur scientifique, préfacier et traducteur)
- Correspondance Ivan Tourguéniev Louis Viardot : sous le sceau de la fraternité / texte édité, préfacé et annoté par Alexandre Zviguilsky , Hermann, Paris, 2010, 356 p. lire en ligne
- Pauline Viardot, cent ans après, L’Harmattan, Paris, 2018, 290 p. lire en ligne

En 2019, l'historien Orlando Figes, dans son ouvrage The Europeans. Three lives of the Making of a cosmopolitan culture, qui traite des destins croisés d'Ivan Tourguéniev, Pauline Viardot et Maria Malibran, s'appuie amplement sur les travaux d'Alexandre Zviguilsky (21 occurrences au total), qu'il remercie à la fin de son ouvrage.

### Articles
- Tourguéniev et l'Espagne, in "Revue de littérature comparée", Librairie Marcel Didier, janvier-mai 1959, pp. 50-79.
- V.P. Botkine chez Victor Hugo, in "Revue de littérature comparée", Librairie Marcel Didier, avril-juin 1965, pp. 287-290.
- Relations littéraires hispano-russes (XVIème-XIXème siècle), in "Revue de littérature comparée", Librairie Marcel Didier, juillet-septembre 1965, pp. 454-463.
- Deux billets inédits de Turgenev ; Billet à Edmond Planchut : Billet à Maurice Sand, in "Revue des études slaves", 1966, t. 45, notule VI, pp. 181-184.
- Quatre comptes rendus, in "Bulletin hispanique", 1967, t. IX, n° 1-2, pp. 139-158, 245-249.
- Tourguéniev et Galdós, in "Revue de littérature comparée", Librairie Marcel Didier, janvier-mars 1967, pp. 117-120.
- Quelques sources possibles de "Hamlet et Don Quichotte" d'Ivan Turgenev, in "Revue des études slaves", 1969, t. 48, pp. 109-116.
- Maupassant et Tourguénev : la source de "Fort comme la mort", in "Revue de littérature comparée", Librairie Marcel Didier, juillet-septembre 1970, pp. 393-403.
- La fortune de Léon Tolstoï en Amérique Latine, in "Revue de littérature comparée", Librairie Marcel Didier, 1973, pp. 131-138.
- Gabriel Monod et Alexandre Herzen, d'après quelques lettres inédites, in "Revue de littérature comparée", Librairie Marcel Didier, avril-juin 1974, pp. 312-318.
- Ein unveröffentlichter Brief Turgenevs an Charlotte Valentin [Une lettre inédite de Tourgueniev à Charlotte Valentin], Carl Winter Universitätsverlag, Heidelberg, 1975, pp. 151-156.
- Le catéchisme de Sergej Murav'ev-Apostol, in "Le 14 décembre 1825 : origine et héritage du mouvement des décembristes / [colloque international organisé par le Laboratoire de slavistique de l'Université de Paris I et l'Institut d'études slaves, Paris, 13 décembre 1975], Institut d'études slaves, Paris, 1980, pp. 71-78.
- L'Association des amis d'Ivan Tourguéniev, Pauline Viardot et Maria Malibran et le Musée Ivan Tourguéniev à Bougival : bilan et perspectives, in "Revue des études slaves", t. 55, 1983, fasc. 1, pp. 251-254.

## Décorations

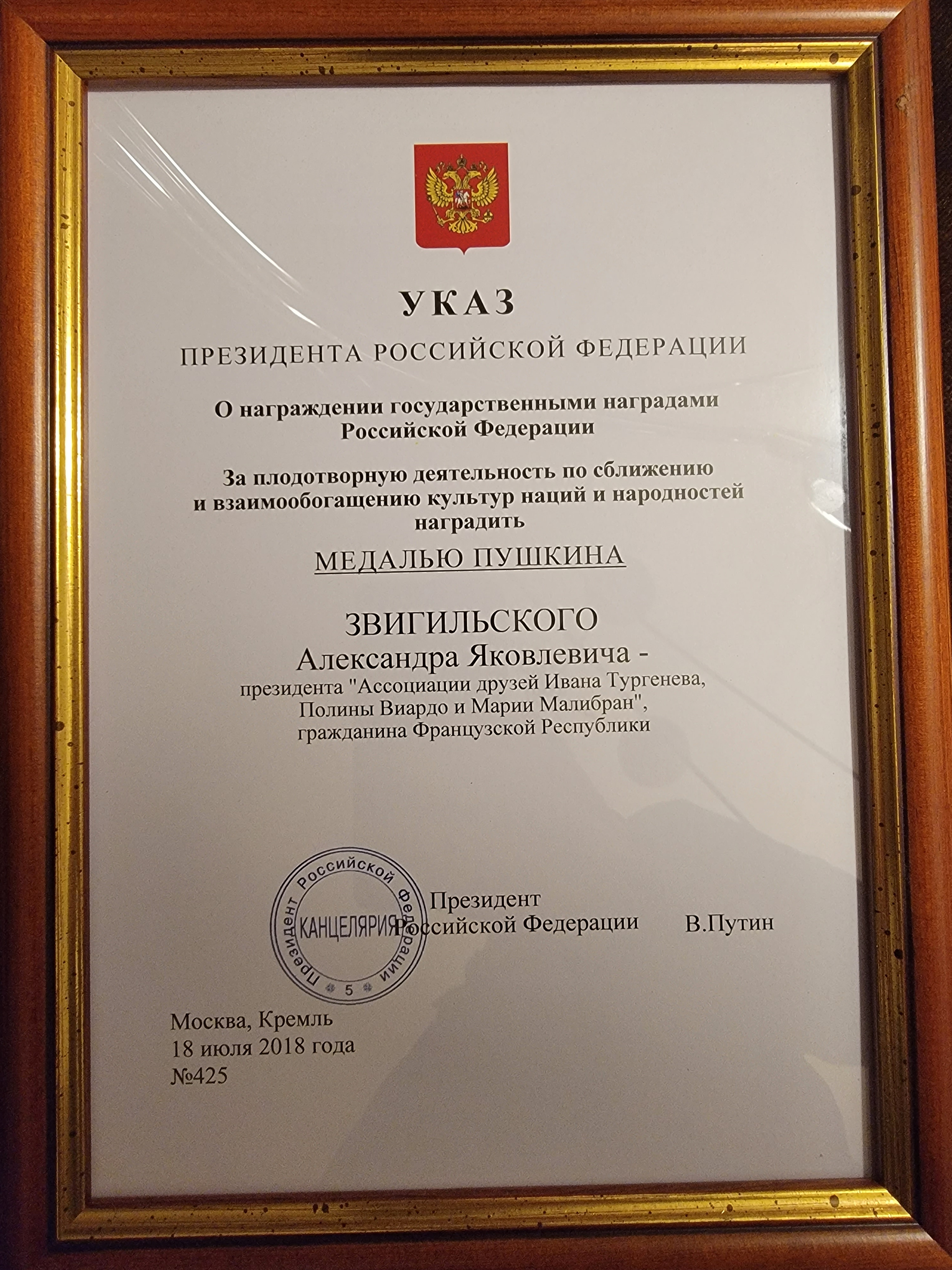
Décision de l'administration du président de la fédération de Russie de remettre à Alexandre Zviguilsky la médaille Pouchkine (numéro 425).

- 1984 : Chevalier de l'Ordre des Arts et Lettres (Journal officiel du 25 avril 1984)
- 2018 : Médaille Pouchkine (Décision du 18 juillet 2018)